# Valentin Charles
Valentin Charles (né le 10 août 1997 à Léhon) est un athlète français, spécialiste des épreuves combinés. 

## Biographie
Licencié au Stade Rennais Athletisme, Valentin Charles se distingue lors de la saison 2022 en étant sacré champion de France en salle de l'heptathlon à Miramas. Il porte à cette occasion son record personnel à 5 694 pts.

## Palmarès

### Palmarès national
| Date | Compétition                     | Lieu    | Résultat | Épreuve    | Résultats |
| ---- | ------------------------------- | ------- | -------- | ---------- | --------- |
| 2022 | Championnats de France en salle | Miramas | 1er      | Heptathlon | 5 694 pts |

## Records
| Épreuve    | Performance | Lieu    | Date            |
| ---------- | ----------- | ------- | --------------- |
| Heptathlon | 5 694 pts   | Miramas | 26 février 2022 |
| Décathlon  | 7 505 pts   | Albi    | 7 juillet 2018  |